# Afena
Un afena est un sabre des Ashantis du Ghana.

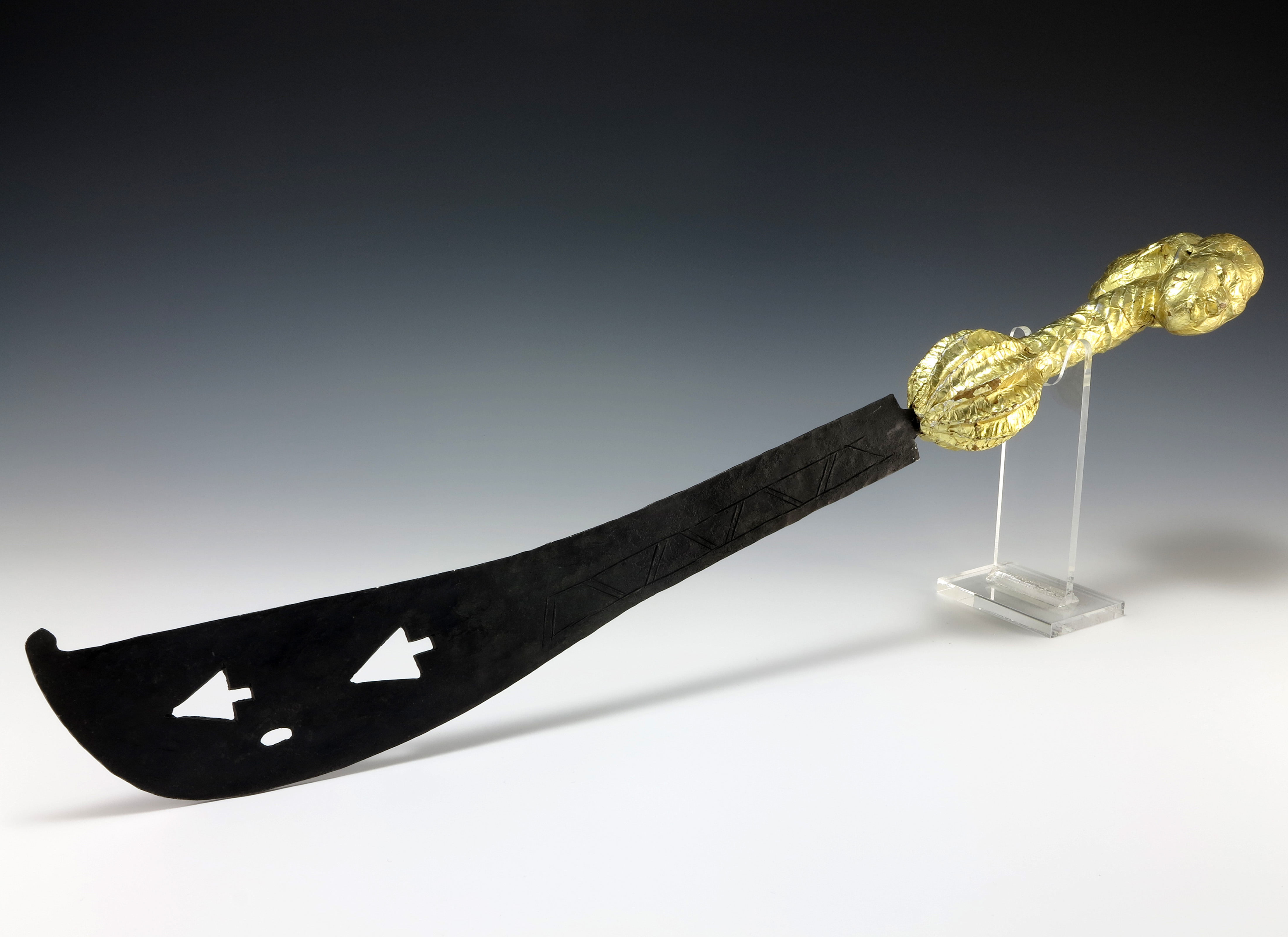
Afena au manche recouvert d'or

## Caractéristiques
Conçus à l'origine pour la guerre ou pour des exécutions capitales les mfena (pluriel d'afena) sont depuis utilisés au cours des cérémonies et comme objets de pouvoir réservés au roi et dont le manche est souvent recouvert de feuilles d'or. Dans ces cas-là il ne possède même plus de tranchant et a pour seul but l'esthétique. Quand il est porté à la droite du souverain il est appelé akrafena, et bosomfena quand il est porté à gauche. Décrit pour la première fois au XVIIe siècle par les Hollandais, son manche en bois à deux boules est souvent recouvert d'or ou de peau de raie et sa lame recourbée est en fer, terminée par une petite excroissance caractéristique de ces sabres. À double tranchant par le passé il perd peu à peu ce tranchant et vers 1900 il est utilisé comme objet de pouvoir par le roi.

## Symbôle de l'État
L'afena possède souvent un lien avec le ntoro de son porteur. Certains d'entre eux ont une importance élevée dans la constitution de l'État ashanti. Le Bosommuru afena est celui sur lequel le nouvel Asantehene doit prêter serment de fidélité au sika dwa Kofi (Trône royal Ashanti). Si l'occupant du siège appartient au ntoro bosommuru, il peut employer le sabre lors des cérémonies de purification. De même, si l'occupant appartient au ntoro Bosompra, c'est avec l'afena de ce nom qu'il effectue les rituels. Le mpomponsuo afena est également le sabre sur lequel les Omanhene (chefs de districts) prêtent allégeance envers l'Asantehene. Dans le cas de l'Adansihene (chef d'Adansi), la légitimité à régner ne provient pas de l'ascendance mais de la possession de l'afena Kwaw. 

## Galerie

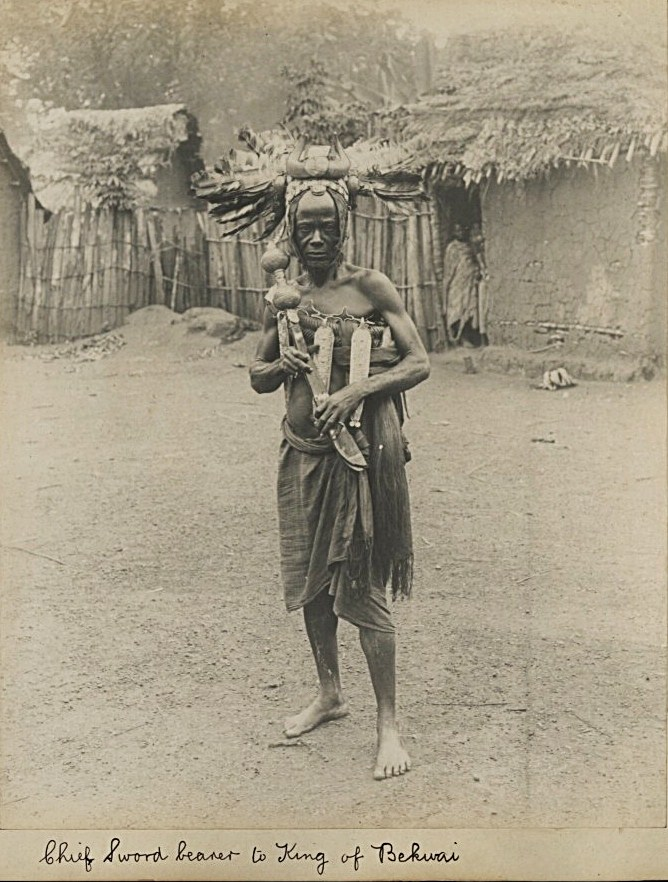
Chef asante portant un afena vers 1890.
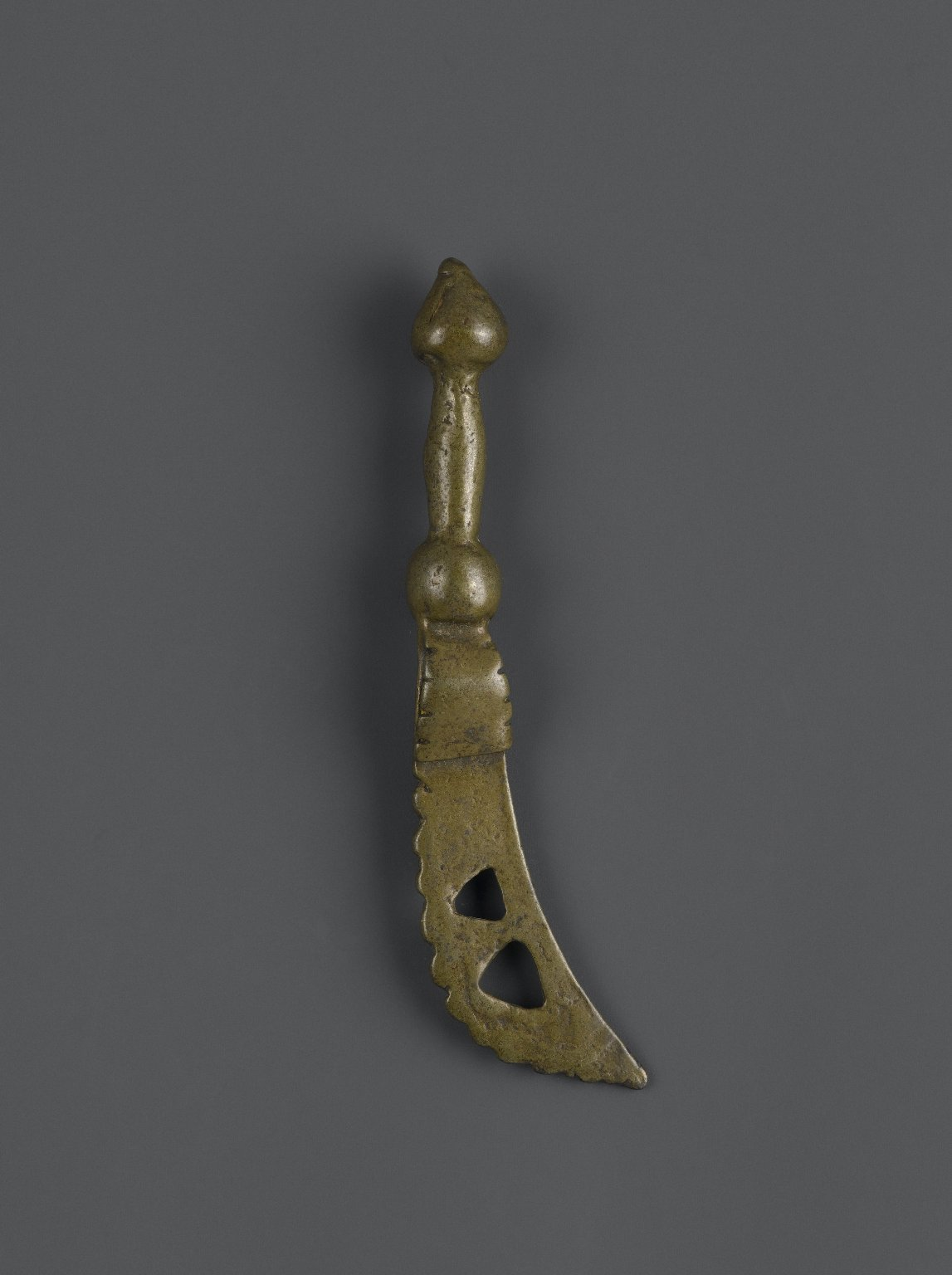
Poids à peser du XVIIIe ou XIXe siècle représentant un afena.
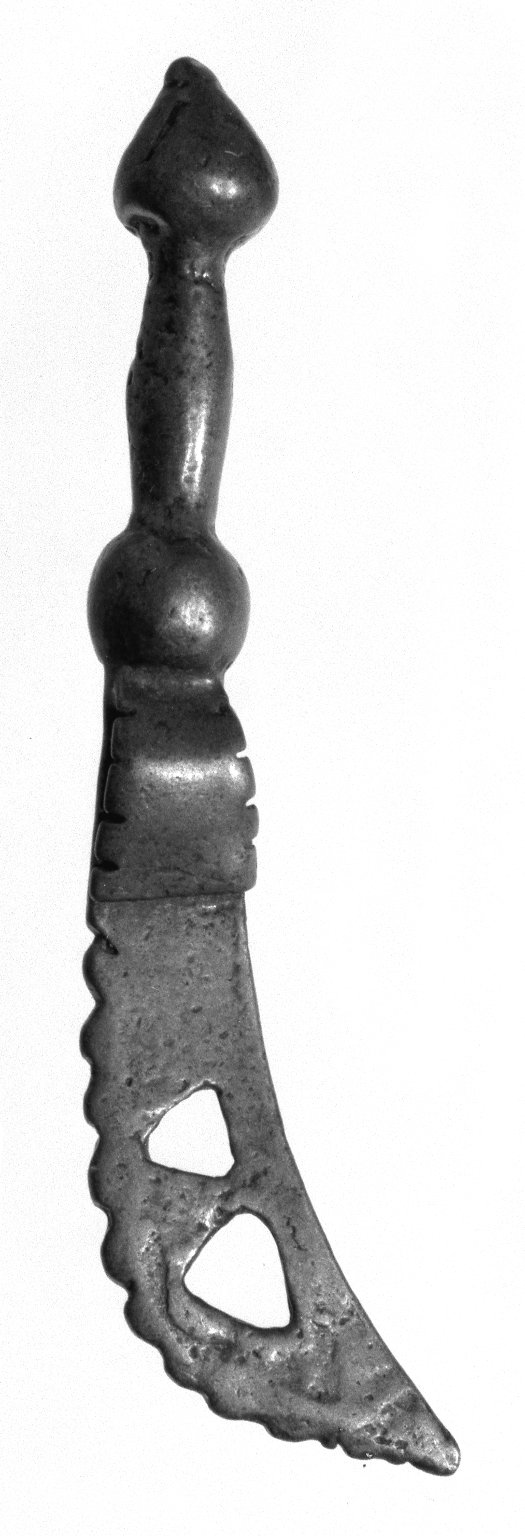
Poids à peser Ashanti en argent.
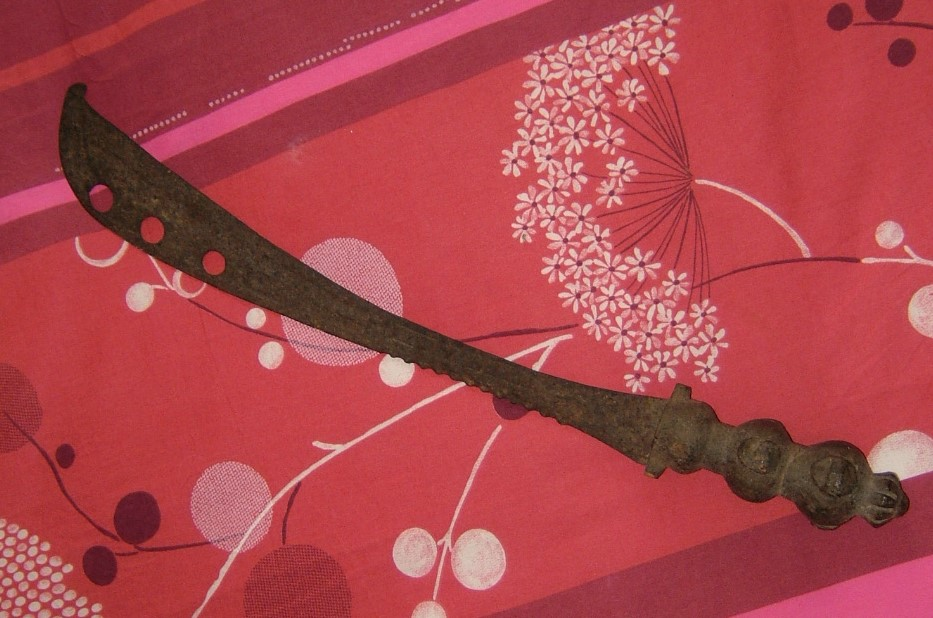
Afena du Ghana.
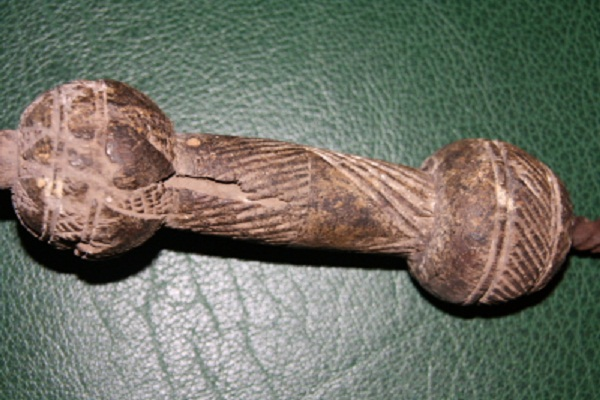
Manche d'afena en bois.